# Mystacina robusta
Mystacina robusta — є одним з видів кажанів родини Mystacinidae.

## Поширення
Країни поширення: Нова Зеландія. Не було підтвердженого спостереження виду з 1967 року, можливо, вимер. Ймовірно, як і Mystacina tuberculata, це був лісовий вид. Останки цього виду знайдені в вапнякових печерах, отже він спочивав у печерах, і не виключено, що цей вид також спочивав у дуплах дерев, хоча немає прямих доказів цього.

## Морфологія
Загальна довжина 90 мм і розмах крил 290-310 мм. Вага від 25 до 35 гр. Вуха загострені. Хвіст короткий (15 мм). Хутро темно-коричневе. 

## Поведінка
Споживав членистоногих, фрукти, нектар і пилок. Ймовірно був моногамним. 